# Scolopendra heros
Répartition géographique
Espèce
Scolopendra heros est une espèce de myriapodes venimeux d’Amérique du Nord.

## Description
La taille de Scolopendra heros est en moyenne de 16,5 cm, mais peut atteindre 20 cm. Le tronc porte 21 ou 23 paires de pattes. Il possède une coloration aposématique, pour détourner les éventuels prédateurs, et l'on en connaît même plusieurs variantes au sein de l’espèce. Le venin contient une enzyme nécrosante. L'aventurier et vidéaste Coyote Peterson a décrit la morsure de cette espèce comme étant la pire douleur lui ayant été infligée par un arthropode, surpassant les piqûres de la fourmi balle-de-fusil et de la guêpe Pepsis, pourtant placées au sommet de l'échelle de Schmidt.

## Répartition et écologie
S. heros se rencontre dans le nord du Mexique et le sud des États-Unis, depuis le Nouveau-Mexique et l’Arizona à l’Arkansas et au Missouri. Il vit enterré dans le sol par grande chaleur, pour ne sortir de son terrier que lorsque le temps se couvre.

## Systématique
Le nom valide complet (avec auteur) de ce taxon est Scolopendra heros Girard, 1853.
Scolopendra heros a pour synonymes :
- Scolopendra castaneiceps Wood, 1861
- Scolopendra heros subsp. arizonensis
- Scolopendra heros subsp. prismatica
- Scolopendra pernix Kohlrausch, 1878